# François Ier (prince de Liechtenstein)
Pour les articles homonymes, voir François Ier.
François Ier (en allemand : Franz I), né au château de Liechtenstein le 28 août 1853 et mort le 25 juillet 1938 au château de Feldsberg, est prince de Liechtenstein de 1929 à 1938.

## Biographie

### Famille et formation
François de Liechtenstein, également connu sous le prénom de François de Paule, né au château de Liechtenstein le 28 août 1853 est le fils cadet, et le dernier des onze enfants du prince souverain Alois II (1796-1858) et de la comtesse Françoise Kinsky von Wchinitz und Tettau (1813-1881).
Très jeune, il est envoyé en Autriche-Hongrie, afin d'y étudier le droit aux universités de Vienne et de Prague, après quoi il entre dans le service militaire et diplomatique.

### Diplomate et centres d'intérêts
De 1879 à 1892, il est attaché diplomatique de l'ambassade d'Autriche-Hongrie à Bruxelles et de 1894 à 1899, il dirige l'ambassade austro-hongroise à Saint-Pétersbourg à la cour de Nicolas II et assiste, en 1896, au couronnement du tsar. En juillet 1921, le prince entreprend une tournée diplomatique qui le mène en France et en Suisse. Son objectif est de protéger les intérêts de la principauté de Liechtenstein en Tchécoslovaquie. Cependant, tant à Paris qu'à Berne, lors de ses entretiens avec plusieurs hommes politiques de haut rang, il ne reçoit que des réponses générales et poliment diplomatiques.
François de Liechtenstein contribue à l'établissement de contacts scientifiques étroits entre l'Autriche-Hongrie et l'Empire russe. En 1911, il crée la Commission centrale pour la préservation des valeurs historique. Membre honoraire de l'Académie des Sciences d'Autriche en 1914, il est également président de plusieurs sociétés scientifiques et initiateur de la publication de nombreux ouvrages sur des sujets historiques,.
Vivant principalement dans ses domaines de Thalhof et de Feldsberg, le prince Franz est un chasseur passionné jusqu'à son grand âge. Sa nature aimable est appréciée par ceux qui le connaissent.

### Mariage
En 1919, il rencontre Elisabeth von Gutmann, dite Elsa (1875-1947), veuve du baron hongrois Géza Erős von Bethlenfalva, qui s'est convertie du judaïsme au catholicisme romain en 1899, et l'épouse religieusement et secrètement, son frère le prince souverain Jean II désapprouvant la relation et refusant d'y consentir. François et Elsa se marient civilement et officiellement, après la mort de Jean II, le 22 juillet 1929.

### Règne
En 1929, François Ier de Liechtenstein succède à son frère Jean II de Liechtenstein, sans héritier, et règne jusqu'à sa propre mort.
En 1937, le Premier ministre de la principauté, Josef Hoop, admet que le prétendant autrichien Otto de Habsbourg-Lorraine demeure au château de Liechtenstein en tant qu'invité de François Ier, afin d'être plus proche de l'Autriche que dans sa précédente résidence de Steenokkerzeel, en Belgique.
Le prince François, confère, en mars 1938, ses droits constitutionnels à son petit-neveu François-Joseph. Après une courte maladie, il meurt à l'âge de 84 ans le 25 juillet 1938, au château de Feldsberg, en actuelle République tchèque. Quatre jours plus tard, ses funérailles ont lieu dans l'église paroissiale de Feldsberg, puis son corps est transféré et inhumé dans la crypte familiale de l'église de pèlerinage de Wranau près de Brno, en présence d'une assistance nombreuse, comprenant des membres de la noblesse, du parlement et de l'État.
Son neveu Aloïs de Liechtenstein (1869-1955), qui devait lui succéder, s'était désisté en faveur de son fils aîné François-Joseph II de Liechtenstein (1906-1989).

## Honneurs
François Ier est :
- Le fondateur, le 22 juillet 1937, et le grand-maître de l'ordre du Mérite (Liechtenstein).
- Grand-croix de l'ordre impérial de Léopold (empire d'Autriche-Hongrie, 1897).
- Grand-croix de l'ordre de François-Joseph (Autriche-Hongrie).
- Croix du Mérite militaire (Autriche)
- 1204e chevalier de l'ordre de la Toison d'or d'Autriche (1917)[1].
- Chevalier de l'ordre de Saint-Hubert (Bavière).
- Bailli grand-croix d'honneur et de dévotion de l'ordre souverain de Malte.
- Chevalier de l'ordre de Saint-Alexandre Nevski (Empire russe).
- Chevalier de l'ordre de Saint-André (Empire russe, 1906).